# ПАЗ-4230 «Аврора»
ПАЗ-4230 «Аврора» — российский высокопольный автобус среднего класса, разработанный в конце 1990-х годов на Павловском автобусном заводе.
С 2001 года на ПАЗе было налажено серийное производство автобуса.

## История
В конце 1990-х перед Павловским автобусным заводом встала необходимость реструктуризации производства с целью выпуска широкого спектра автобусов разных классов. До этого ПАЗ специализировался только на выпуске автобусов малого класса. Флагманской моделью на то время был автобус ПАЗ-3205. В связи с этим на ПАЗе были разработаны модели большого ПАЗ-5271, ПАЗ-5272 и среднего класса ПАЗ-4230 «Аврора». Новый павловский автобус привлёк пристальное внимание и получил множество наград на выставках. На Российском Международном «Автосалоне-99» в Москве ОАО «Павловский автобус» было награждено специальным призом журнала «За рулём» за модели городских автобусов ПАЗ-5271, ПАЗ-5272 и за перспективный автобус ПАЗ-4230 «Аврора». 
В 2000 году ОАО «Павловский автобус» на Всероссийском научно-промышленном форуме «Россия единая» — 2000 было награждено дипломами I и II степени «За разработку и изготовление базовых моделей перспективного модельного ряда междугородных автобусов ПАЗ-5272 и ПАЗ-4230». Кроме того, в 2001 году на выставке «КомТранс’2001» ПАЗ-4230 получил титул «Лучший отечественный автобус 2001 года».
С 2000 года на ПАЗе стали налаживать производство для выпуска новой модели автобуса ПАЗ-4230 «Аврора». Тогда же ПАЗ был присоединён к управляющей компанией «РусПромАвто». В 2001 году Павловский автозавод начал серийный выпуск и выпустил 85 автобусов этой модели, в 2002 году — 194.

## КАвЗ
В 2001 году Курганский автобусный завод вошёл в компанию «Русские Автобусы — Группа ГАЗ». Чтобы предотвратить внутрикорпоративную конкуренцию было решено, что КАвЗ будет специализироваться на выпуске автобусов среднего класса городского и пригородного назначения. В результате производство автобуса ПАЗ-4230 «Аврора» было передано в 2002 году на Курганский автобусный завод.
После проведения всех необходимых мероприятий по подготовке производства и обучения персонала, в 2003 году КАвЗ начал серийное производство автобуса ПАЗ-4230 «Аврора». Таким образом, наряду с автобусами семейства КАвЗ-3976 стали выпускаться автобусы «Аврора» пока ещё прежней марки ПАЗ. Сначала выпускались две модификации автобусов ПАЗ-4230-01 и ПАЗ-4230-02, соответственно пригородный и междугородный варианты. Производство городской модификации ПАЗ-4230-03 было освоено КАвЗом в конце 2005 года. 
В 2006 году появилась новая удлинённая модель ПАЗ-4238 «Аврора», которая предназначалась для работы на городских, пригородных и междугородных маршрутах на расстояние до 500 км.
С 2007 года на заводе начали выпускать автобусы «Аврора» собственной марки — вместо ПАЗ-4230 и ПАЗ-4238 пришли модели КАвЗ-4235, КАвЗ-4238.
В 2008 году специалисты «КАвЗ» доработали модель КАвЗ-4235, с связи с введением экологического регламента и ужесточением норм по выбросам вредных веществ в атмосферу. 
В 2010 году была создана и сертифицирована школьная модификация на базе КАвЗ-4238 «Аврора». Был также проведён рестайлинг экстерьера базовой модели, а также модернизация силовой структуры кузова, интерьера автобуса, системы отопления и тормозной системы.
К 2011 году среднемесячный темп производства автобусов «Аврора» на Курганском автобусном заводе составил 70-80 автобусов в месяц. 24 ноября 2011 года Курганский автобусный завод выпустил юбилейную 6000-ю «Аврору».

## Модификации

### ПАЗ
- ПАЗ-4230-01 «Аврора» — пригородный
- ПАЗ-4230-02 «Аврора» — междугородный
- ПАЗ-4230-03 «Аврора» — городской
- ПАЗ-4230-01У «Аврора» — упрощенный пригородный
- ПАЗ-4230-01К «Аврора» — пригородный класса «люкс»

### КАвЗ
- КАвЗ-4235 «Аврора» — городской, пригородный
- КАвЗ-4235-31 «Аврора» — пригородный
- КАвЗ-4235-32 «Аврора» — междугородный
- КАвЗ-4235-33 «Аврора» — городской[6]
- КАвЗ-4238 «Аврора»

## Технические характеристики
| Показатели/модели                         | ПАЗ-4230-01 | ПАЗ-4230-02 | ПАЗ-4230-03 | КАвЗ-4235-31 | КАвЗ-4235-32 | КАвЗ-4235-33 |
| ----------------------------------------- | --- | --- | --- | --- | --- | --- |
| Назначение                                | пригородный | междугородный | городской | пригородный | междугородный | городской |
| Габаритные размеры, мм:                   | | | | | | |
| Длина                                     | 8370 | 8370 | 8370 | 8380 | 8380 | 8380 |
| Ширина                                    | 2500 | 2500 | 2500 | 2500 | 2500 | 2500 |
| Высота                                    | 2995 | 2995 | 2995 | 3085 | 3085 | 3085 |
| База                                      | 3600 | 3600 | 3600 | 3600 | 3600 | 3600 |
| Мин. радиус разворота, м                  | | | | 8 | 8 | 8 |
| Угол въезда, град.                        | 10 | 10 | 10 | | | |
| Угол съезда, град.                        | 9 | 9 | 9 | | | |
| Масса, кг:                                | | | | | | |
| снаряжённая                               | 7070 | 7110 | 6920 | 7070 | 6954 | 6920 |
| полная                                    | 11040 | 10940 | 10975 | 11350 | 11350 | 11350 |
| Нагрузка на оси, кг:                      | | | | | | |
| передняя                                  | | | | 3920 | 3920 | 3920 |
| задняя                                    | | | | 7430 | 7430 | 7430 |
| Высота салона, мм                         | 1960 | 1960 | 1960 | 1970 | 1970 | 1970 |
| Пассажирские двери:                       | | | | | | |
| число                                     | 2 | 2 | 2 | 2 | 2 | 2 |
| ширина дверных проёмов                    | 650 | 650 | 726 | 650 | 650 | 650 |
| Число мест:                               | | | | | | |
| посадочных                                | 31 | 29 | 27 | 31+1 | 29+1 | 25/27+1 |
| общее                                     | 54 | 54 | 56 | 52 | 54 | 56 |
| Двигатель:                                | | | | | | |
| тип                                       | Дизель | Дизель | Дизель | Дизель | Дизель | Дизель |
| модель                                    | ММЗ Д-245.9 | ММЗ Д-245.9 | ММЗ Д-245.9 | ММЗ Д-245.9 или Cummins 4 ISBe 185                                                                                       | ММЗ Д-245.9 или Cummins 4 ISBe 185                                                                                       | ММЗ Д-245.9 или Cummins 4 ISBe 185                                                                                       |
| число цилиндров                           | 4 | 4 | 4 | 4 | 4 | 4 |
| расположение цилиндров                    | рядное | рядное | рядное | рядное | рядное | рядное |
| рабочий объём, л                          | 4,75 | 4,75 | 4,75 | 4,75/4,4 | 4,75/4,4 | 4,75/4,4 |
| мощность, кВт (л. с.)                     | 100 (136) | 100 (136) | 100 (136) | 136/118 | 136/118 | 136/118 |
| при частоте, мин-1                        | 2400 | 2400 | 2400 | 2400/2300 | 2400/2300 | 2400/2300 |
| крутящий момент, Н*м (кгс*м)              | 460 (46,91) | 460 (46,91) | 460 (46,91) | 460/400 | 460/400 | 460/400 |
| при частоте, мин-1                        | 1400 | 1400 | 1400 | 1100…1800 | 1100…1800 | 1100…1800 |
| Турбонаддув                               | Есть | Есть | Есть | Есть | Есть | Есть |
| Расположение                              | Сзади, продольно | Сзади, продольно | Сзади, продольно | Сзади, продольно | Сзади, продольно | Сзади, продольно |
| ЭКО стандарт                              | Евро-1, Евро-2 | Евро-1, Евро-2 | Евро-1, Евро-2 | Евро-2, Евро-3, Евро-4                                                                                                   | Евро-2, Евро-3, Евро-4                                                                                                   | Евро-2, Евро-3, Евро-4                                                                                                   |
| Объём топливного бака, л                  | 105 | 105 | 105 | 105 | 105 | 105 |
| Эксплуатационный расход топлива, л/100 км | 25 | 25 | 25 | | | |
| Максимальная скорость, км/ч               | 90 | 90 | 90 | 90 | 90 | 90 |
| Тип кузова                                | Несущий, вагонной компоновки                                                                                             | Несущий, вагонной компоновки                                                                                             | Несущий, вагонной компоновки                                                                                             | Несущий, вагонной компоновки                                                                                             | Несущий, вагонной компоновки                                                                                             | Несущий, вагонной компоновки                                                                                             |
| Ресурс кузова, лет                        | 8 | 8 | 8 | 7 | 7 | 7 |
| Колёсная формула                          | 4×2 | 4×2 | 4×2 | 4×2 | 4×2 | 4×2 |
| Передняя ось / ведущий мост               | РЗАА | РЗАА | РЗАА | КААЗ | КААЗ | КААЗ |
| Рулевое управление                        | С гидроусилителем руля                                                                                                   | С гидроусилителем руля                                                                                                   | С гидроусилителем руля                                                                                                   | С гидроусилителем руля                                                                                                   | С гидроусилителем руля                                                                                                   | С гидроусилителем руля                                                                                                   |
| Рулевой механизм                          | МАЗ-64229 «винт-гайка-рейка-сектор»                                                                                      | МАЗ-64229 «винт-гайка-рейка-сектор»                                                                                      | МАЗ-64229 «винт-гайка-рейка-сектор»                                                                                      | МАЗ-64229 «винт-гайка-рейка-сектор»                                                                                      | МАЗ-64229 «винт-гайка-рейка-сектор»                                                                                      | МАЗ-64229 «винт-гайка-рейка-сектор»                                                                                      |
| Шины                                      | | | | 275/70 R22,5; 8,25R20;                                                                                                   | 275/70 R22,5; 8,25R20;                                                                                                   | 275/70 R22,5; 8,25R20;                                                                                                   |
| Вентиляция                                | | | | Естественная | Естественная | Естественная |
| Трансмиссия:                              | | | | | | |
| Тип коробки передач                       | механическая | механическая | механическая | механическая | механическая | механическая |
| Модель коробки передач                    | ПАЗ-3206-70 (СААЗ) | ПАЗ-3206-70 (СААЗ) | ПАЗ-3206-70 (СААЗ) | ZF 5 S 600 BO или ZF S 5-42                                                                                              | ZF 5 S 600 BO или ZF S 5-42                                                                                              | ZF 5 S 600 BO или ZF S 5-42                                                                                              |
| Количество передач                        | 5 | 5 | 5 | | | |
| Тормозная система:                        | | | | | | |
| рабочая                                   | Пневматический двухконтурный привод с разделением на контуры по осям, с АБС, тормозные механизмы всех колёс — барабанные | Пневматический двухконтурный привод с разделением на контуры по осям, с АБС, тормозные механизмы всех колёс — барабанные | Пневматический двухконтурный привод с разделением на контуры по осям, с АБС, тормозные механизмы всех колёс — барабанные | Пневматический двухконтурный привод с разделением на контуры по осям, с АБС, тормозные механизмы всех колёс — барабанные | Пневматический двухконтурный привод с разделением на контуры по осям, с АБС, тормозные механизмы всех колёс — барабанные | Пневматический двухконтурный привод с разделением на контуры по осям, с АБС, тормозные механизмы всех колёс — барабанные |
| стояночная                                | Тормозные механизмы задних колес с приводом от пружинных энергоаккумуляторов                                             | Тормозные механизмы задних колес с приводом от пружинных энергоаккумуляторов                                             | Тормозные механизмы задних колес с приводом от пружинных энергоаккумуляторов                                             | Тормозные механизмы задних колес с приводом от пружинных энергоаккумуляторов                                             | Тормозные механизмы задних колес с приводом от пружинных энергоаккумуляторов                                             | Тормозные механизмы задних колес с приводом от пружинных энергоаккумуляторов                                             |
| запасная                                  | Один из контуров рабочей тормозной системы                                                                               | Один из контуров рабочей тормозной системы                                                                               | Один из контуров рабочей тормозной системы                                                                               | Каждый контур рабочей тормозной системы                                                                                  | Каждый контур рабочей тормозной системы                                                                                  | Каждый контур рабочей тормозной системы                                                                                  |
| вспомогательная                           | | | | Моторный тормоз с пневматическим приводом                                                                                | Моторный тормоз с пневматическим приводом                                                                                | Моторный тормоз с пневматическим приводом                                                                                |
| Система отопления                         | | | | Комбинированная, от системы охлаждения двигателя и жидкостного подогревателя                                             | Комбинированная, от системы охлаждения двигателя и жидкостного подогревателя                                             | Комбинированная, от системы охлаждения двигателя и жидкостного подогревателя                                             |

### Двигатель
На базовые автобусы устанавливается рядный 4-цилиндровый дизельный двигатель ММЗ Д-245.9 с турбонаддувом.
- рабочий объём цилиндров: 4750 куб. см;
- клапанный механизм: OHV, 2 клапана на цилиндр.
- диаметр цилиндра: 110 мм;
- ход поршня: 125 мм;
- степень сжатия (расчетная) — 17;
- мощность: 100 кВт (136 л. с.);
- максимальный крутящий момент: 456 Н*м;
- номинальная частота вращения коленчатого вала: 2400 об/мин;
- частота вращения коленчатого вала при максимальном крутящем моменте: 1600 об/мин;
- система смазки: под давлением от масляного насоса и разбрызгиванием, масляный фильтр полнопоточный, неразборный;
- объём топливного бака: 105 л;
- система охлаждения: жидкостная.
- экологические нормы: Евро-2, Евро-3, Евро-4.

### Трансмиссия
- сцепление однодисковое диафрагменное, привод сцепления гидравлический с пневматическим усилителем;
- механическая коробка передач — пятиступенчатая, с синхронизаторами;
- переключение передач дистанционное, с тросовым приводом;
- задний мост ведущий, главная передача гипоидная.
- Колёса и шины:
  - для моделей 4230-01, 4230-02: дисковые 6,0-20 на 8 шпильках, шины 8,25/R20;
  - для моделей 4230-03: дисковые 8,25-22,5 на 10 шпильках, шины — 11/70R22,5;
- Передняя подвеска рессорная со стабилизатором поперечной устойчивости.
- Задняя подвеска рессорная с дополнительными пружинами.
  - Концы рессор закреплены в резиновых подушках;
- Амортизаторы гидравлические телескопические, двустороннего действия.
- Рабочая тормозная система — барабанного типа с кулачковым разжимным механизмом и автоматической регулировкой положения колодок
- Рулевой механизм — винт, шариковая гайка-рейка, зубчатый сектор
- Усилитель рулевого привода — гидравлический цилиндр, воздействующий на рулевую сошку. Насос гидроусилителя — шестерённый, с приводом от шестерни распределительного вала.

## Моделирование
Украинская фирма Vector-Models выпустила несколько металлических моделей этих автобусов в масштабе 1:43[значимость факта?].
- ПАЗ-4230-01 «Аврора» — пригородная
- ПАЗ-4230-02 «Аврора» — междугородный
- ПАЗ-4230-03 «Аврора» — городской

В 2021 году фирма Modimio в рамках журнала «Наши Автобусы» выпустила модель автобуса ПАЗ-4230-03 в масштабе 1:43.[значимость факта?]

## В игровой и сувенирной индустрии
ПАЗ-4230 «Аврора» присутствует в модификации GTA: San Andreas MTA Province.[значимость факта?]
ПАЗ-4230 можно найти в игре Motor Depot.[значимость факта?]
ПАЗ-4230 присутствует в игре OMSI 2[значимость факта?]

## Галерея

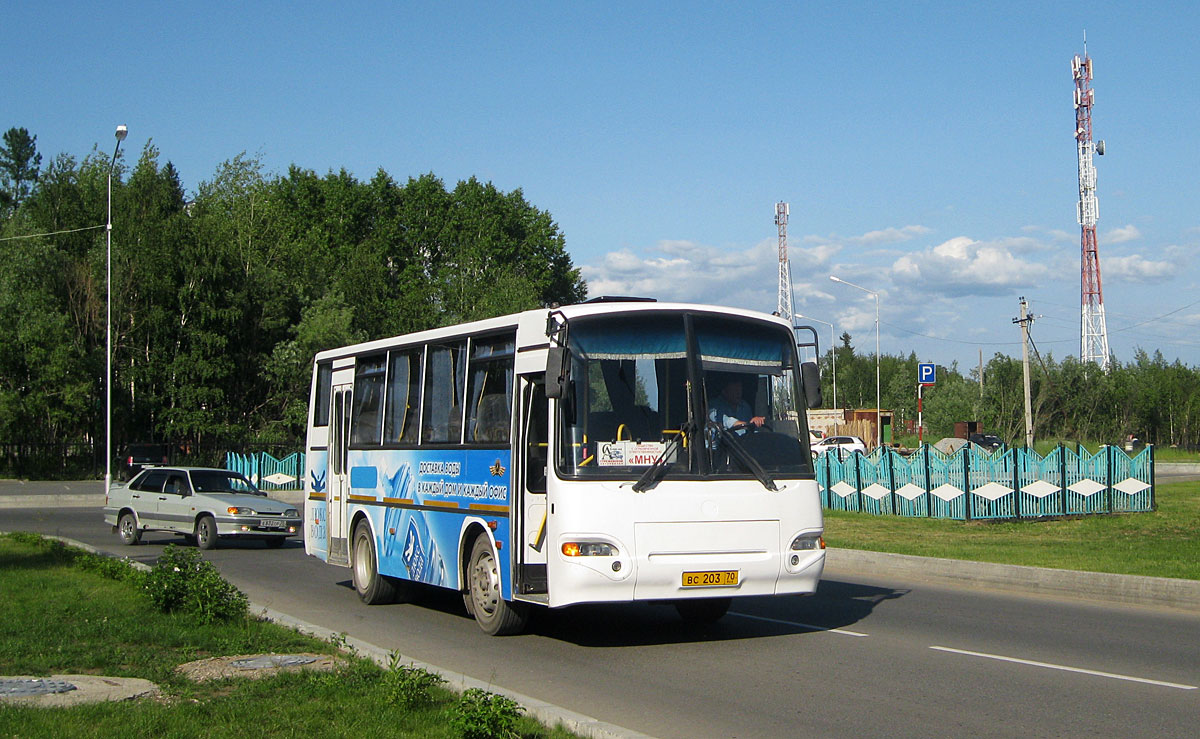
ПАЗ-4230, ранее работавший в Кургане, в Стрежевом
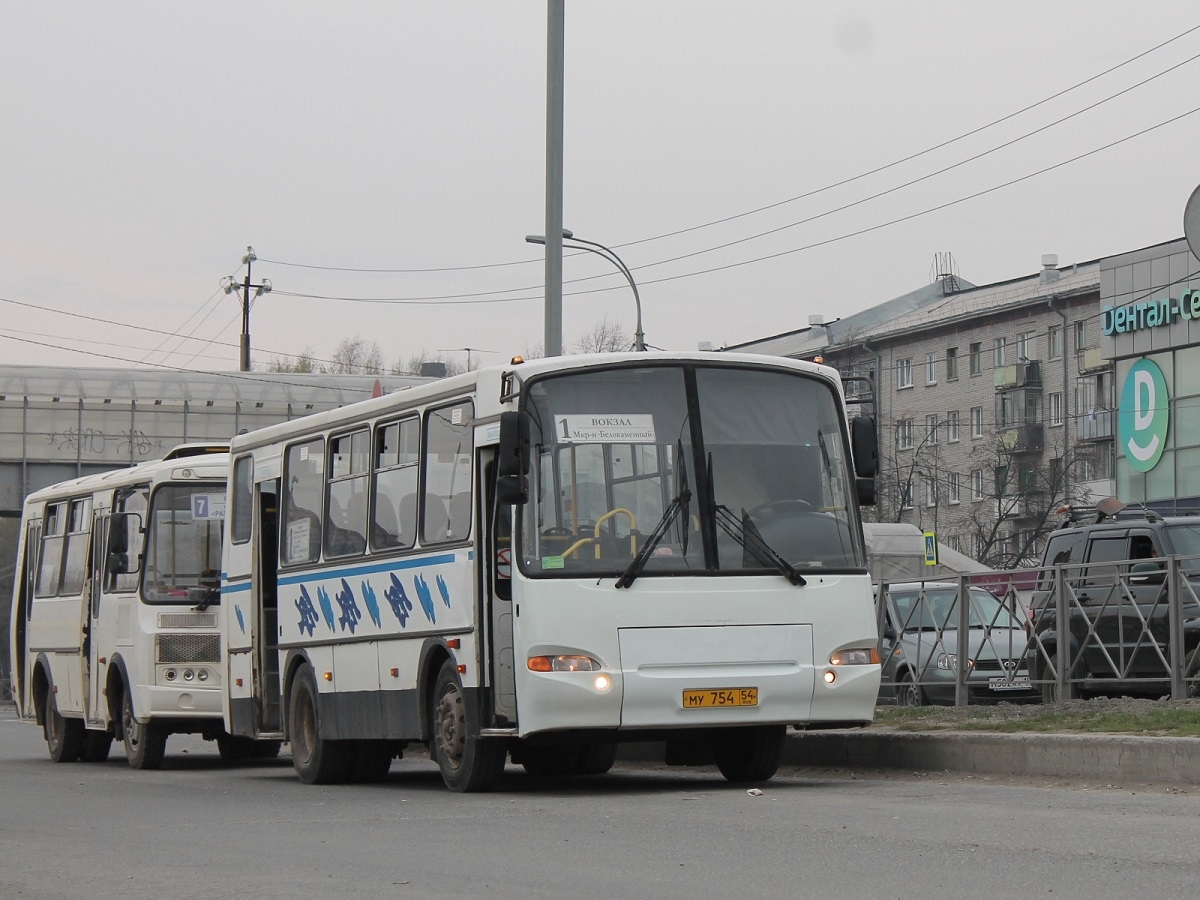
ПАЗ-4230-03 в Бердске
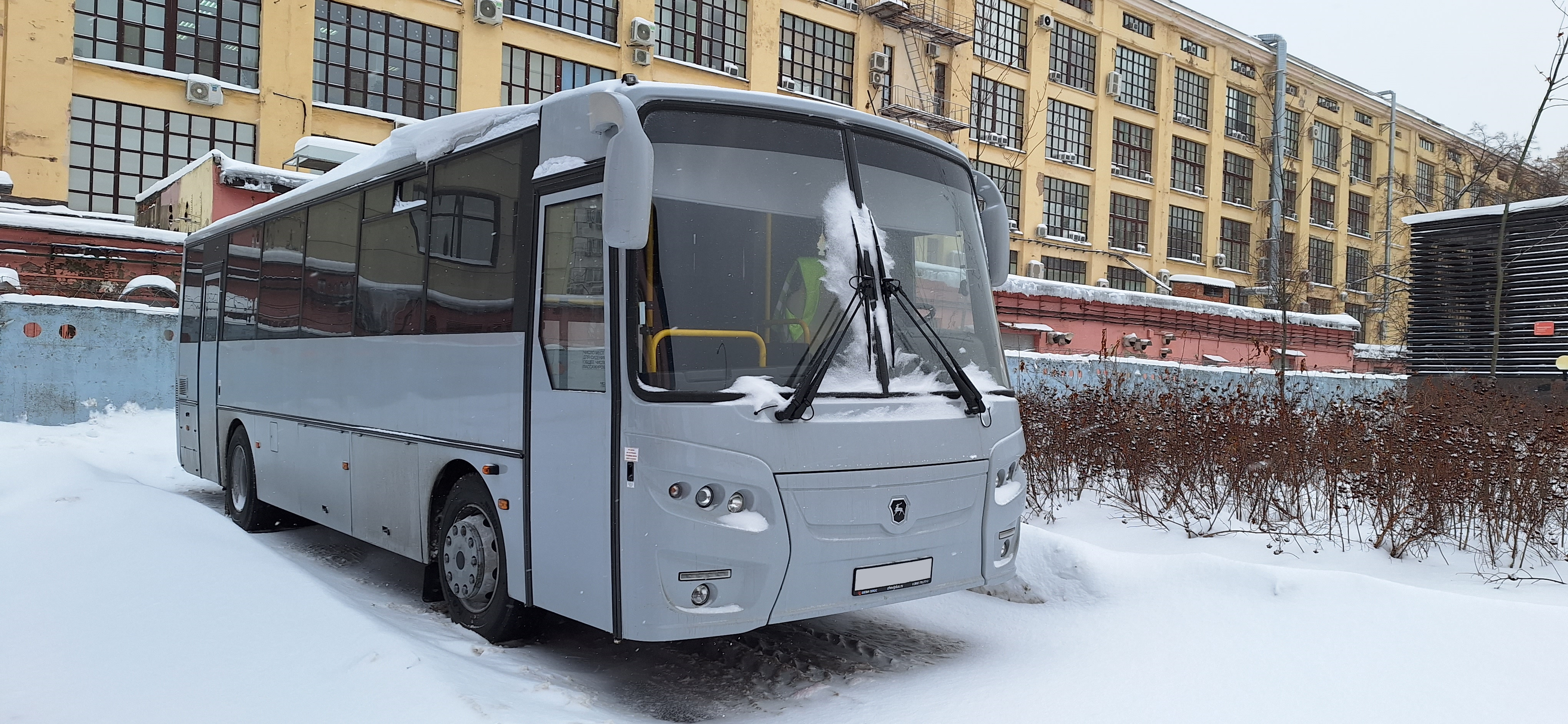
КАвЗ-4238